# Якимень
Якимень (рум. Iachimeni) — село в Единецком районе Молдавии. Наряду с селом Константиновка входит в состав коммуны Константиновка.

## География
Село расположено на высоте 223 метров над уровнем моря.

## Население
По данным переписи населения 2004 года, в селе Якимень проживает 29 человек (16 мужчин, 13 женщины).
Этнический состав села:
| Национальность | Число жителей | Процентный состав |
| -------------- | ------------- | ----------------- |
| украинцы       | 21            | 72.41             |
| молдаване      | 8             | 27.59             |
| Всего          | 29            | 100%              |